# Poste d'aiguillage du Krimmeri
Le poste d'aiguillage du Krimmeri est un monument historique situé à Strasbourg, dans le département français du Bas-Rhin.

## Localisation
Ce bâtiment est situé avenue de Colmar, à la limite entre les quartiers de la Meinau et du Neudorf. Il se trouve au niveau de la halte ferroviaire de Krimmeri-Meinau, à environ 200 mètres en direction de Kehl de la gare de Strasbourg-Neudorf.

## Historique
Ce poste d’aiguillage est construit par la Direction générale impériale des chemins de fer d'Alsace-Lorraine (EL) en 1905 en même temps que la gare de Strasbourg-Neudorf. La gare comptait quatre postes, celui du Krimmeri était désigné « poste 4 ».
Il a perdu sa fonction ferroviaire lors du réaménagement de la gare de Strasbourg-Neudorf à la fin des années 1980 et a été transformé en habitation privée.
L'édifice fait l'objet d'une inscription au titre des monuments historiques depuis 1988.
La halte ferroviaire de Krimmeri-Meinau, située au pied du poste, est mise en service en 2003.